# Lepidium scabrifructum
Lepidium scabrifructum är en korsblommig växtart som beskrevs av Charles Leo Hitchcock. Lepidium scabrifructum ingår i släktet krassingar, och familjen korsblommiga växter. Inga underarter finns listade i Catalogue of Life.